# Virgil Săhleanu
Virgil Săhleanu (* 9. Januar 1946 in Cacica; † 7. September 2000) war ein rumänischer Metallarbeiter und Gewerkschaftsaktivist der Confederatia Națională Sindicală – Cartel Alfa (CNS-Cartel Alfa) in der nordrumänischen Stadt Iași. Am 7. September 2000 wurde er ermordet.

## Biographie
Virgil Săhleanu wurde am 9. Januar 1946 in Cacica, Kreis Suceava geboren. Er war Mitglied des Exekutivbüros der Gewerkschaft CNS-Cartel Alfa in Iași, verheiratet und Vater von drei Kindern.

## Hintergrund des Mordes
Săhleanu war ein entschiedener Gegner der von der Firmenleitung angestrebten Privatisierung des Stahlfabrik Tepro Istat in Iași. Seit 1999 führte er mit Unterstützung der Kollegen Verhandlungen mit der Firmenleitung, um die 1200 Arbeitsplätze zu erhalten. Der Widerstand gegen die Privatisierung erfolgte auf betrieblicher, öffentlicher und juristischer Ebene. Auch vor dem Europäischen Gerichtshof in Straßburg wurde darüber verhandelt. Die Firma Tepro Istat sollte in die Aktiengesellschaft SC TEPRO SA umgewandelt werden. Kaufinteressent war der tschechische Konzern Železárny Veselí a.s.

## Der Mord
Nachdem es wiederholt zu Großdemonstrationen gegen die Privatisierung und die damit verbundene drohende Erwerbslosigkeit kommt, wird Virgil Săhleanu von Ioan Tofan und Claudiu Bahna am 7. September 2000 vor seiner Wohnung niedergestochen. Auftraggeber der Tat waren der ehemalige Direktor von Tepro Victor Bălan und der Chef des Sicherheitsdienstes paza Protect Vaslui, Cătălin Ciubotaru.

## Verurteilungen
Für ihre Beteiligung am Mord wurden im Juni 2005 verurteilt:
- als Täter: Ioan Tofan und Claudiu Bahna zu je 23 Jahren Haft
- als Auftraggeber: Victor Bălan zu 15 Jahren Haft
- als Auftraggeber: Cătălin Ciubotaru zu 17 Jahren Haft
- als Mittäter: Valentin Blanita und Gelu Alexandru Spuma (Beschäftigte bei Paza Protect Vaslui) zu je 5 Jahren Haft
- als Hintermann der Auftraggeber: František Příplata, der Investor aus Tschechien, zu 8 Jahren Haft. Ihm gelang vor seinem Strafantritt zum 1. September 2005 bereits Ende Juli die Flucht in sein Heimatland.

Die Betriebsgewerkschaft von Tepro Istat in Iași trägt heute den Namen Virgil Săhleanu.